# Viktor Henckel von Donnersmarck

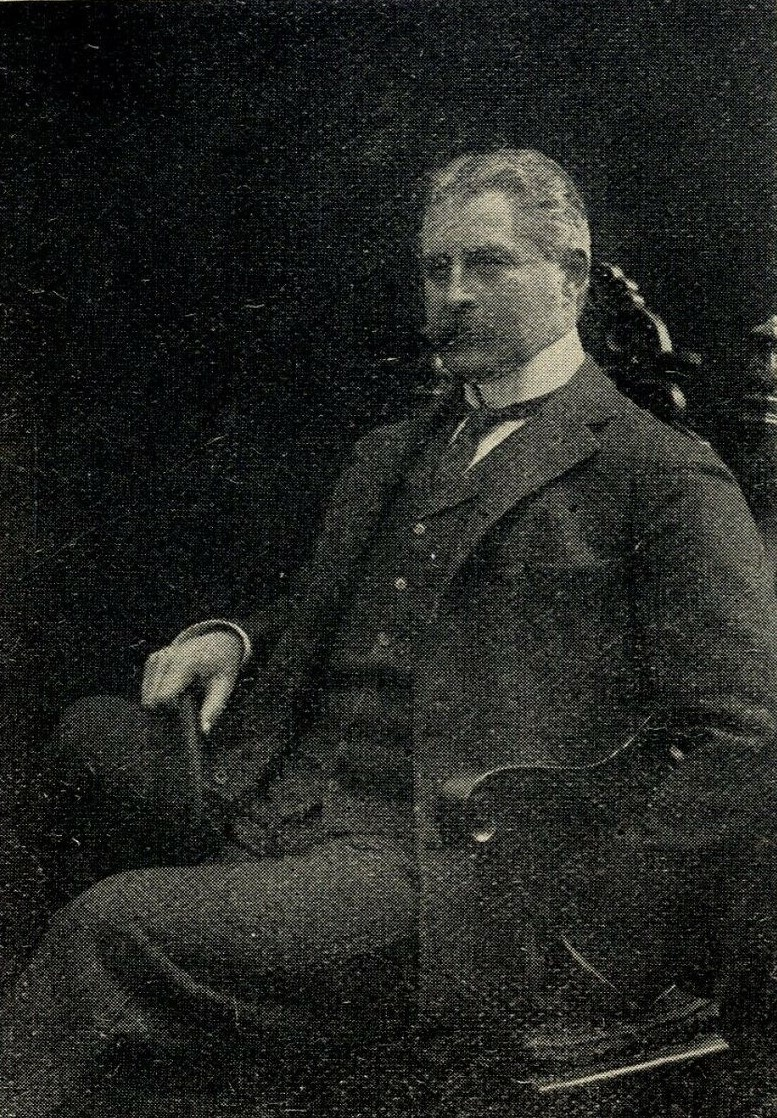
Viktor Henckel von Donnersmarck

Karl William Viktor Parry Amadeus Graf Henckel von Donnersmarck (* 25. Oktober 1854 in Weimar; † 26. August 1916 in Hirschhügel) war ein deutscher Diplomat.

## Leben
Viktor Henckel von Donnersmarck war der Sohn des Generalleutnants Leo Henckel von Donnersmarck und der Emma Luise, geborene von Parry, Tochter des James Patrick von Parry und der Luise Freiin von Stein zu Kochberg.
Nach dem Besuch des Vitzthumschen Gymnasiums in Dresden studierte er an der Rheinischen Friedrich-Wilhelms-Universität Bonn und der Friedrich-Wilhelms-Universität Berlin Rechtswissenschaften. 1876 wurde er Mitglied des Corps Borussia Bonn. Nach der Promotion zum Dr. iur. schlug er die diplomatische Laufbahn ein. Er war preußischer Gesandter im Herzogtum Braunschweig und in Schaumburg-Lippe in Bückeburg. Von 1897 bis 1898 war er Ministerresident am Hof in Großherzogtum Luxemburg. Von 1898 bis 1906 war er preußischer Gesandter am Hof in Oldenburg. Von 1906 bis 1910 war er deutscher Gesandter am Dänischen Hof in Kopenhagen. Henckel von Donnersmarck war Rittmeister der Reserve des Garde-Kürassier-Regiments.
1903 heiratete er in Oldenburg Marie Gräfin von Bassewitz-Wesselstorf a.d.H Prebberede (1876–1957), mit der er zwei Söhne und eine Tochter hatte. Die Tochter, Gräfin Amadae, war bis 1932 mit Juristen Hans Gerd Freiherr von Brandenstein liiert. Graf Viktor wurde Arzt und Gutsbesitzer, blieb unverheiratet. Graf Leo gründete mit Irina Ella Engels eine Familie und war Diplom-Ingenieur.
Zuletzt lebte Viktor Henckel von Donnersmarck auf dem Familiensitz Schloss Hirschhügel, wo er an den Folgen seiner Kriegsleiden starb.
Sein Bruder Graf Valentin Henckel von Donnersmarck (1869–1940), war Rittmeister im Garde-Kürassier-Regiment. Im Juni 1910 wurde er zum Hofmarschall am Hofe Kaiser Wilhelms ernannt, als Nachfolger des Grafen von Zedlitz-Trützschler. Er war vorher Hofmarschall des Prinzen Friedrich Leopold von Preußen, dann arbeitete er mehrere Jahre im Reichskolonialamt, wo er als „Adjudant Dernburgs“ recht bekannt war. Er war verheiratet mit Vera Gräfin von Kanitz (1875–1962), eine Tochter des vorherigen Hofmarschalls Georg von Kanitz.

## Ehrungen
- Ernennung zum Wirklichen Geheimen Rat
- Verleihung des Titels Exzellenz